# Uppsala tempel

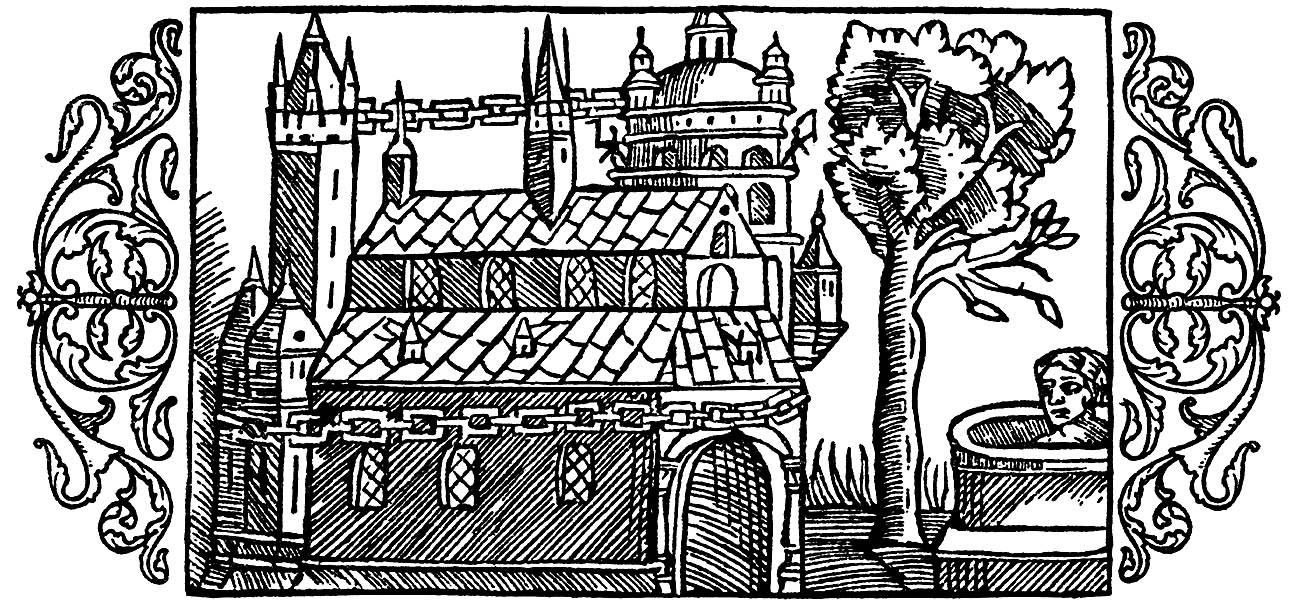
Uppsala tempel avbildat av Olaus Magnus i Historia om de nordiska folken, 1555.

Uppsala tempel eller hednatemplet i Uppsala är en förmodad tempelbyggnad i Gamla Uppsala, som finns omnämnd av Adam av Bremen 1070. Uppsala tempel har tolkats som den förkristna religionens centralhelgedom i Skandinavien, utifrån Adam av Bremens utsagor – och det geografiska gamla Uppsala som ett religiöst centrum utifrån isländska källor. 
Templet ska enligt isländska källor ha bränts och rivits omkring år 1087 på order av kung Inge den äldre, som då ska ha dräpt sin svåger Blot-Sven, och därigenom slagit ner den sista offentliga kulten tillägnad de förkristna gudarna. Förutom att Uppsala tempel förstördes ska offerträdet ha huggits ned, samtidigt som en kyrka ska ha byggts på templets tidigare plats. Enligt kungalängder skall Inge den äldre ha varit den nionde kungen efter Olof Skötkonung, som var den förste svenske konung som blev kristnad.
Beläggen om templets existens kommer från ett omnämnande av Adam av Bremen på 1070-talet. Adams text baserar sig på samtal med danske kung Sven Estridsson, som hade vistats i Sverige. Templet nämns inte uttalat i isländskt källmaterial, vilket däremot görs om Uppsala som kultisk centralhelgedom för den fornskandinaviska religionen. Templets existens har sedan slutet på 1990-talet varit ifrågasatt men har på senare tid fått en ökad trovärdighet igen, bland annat på grund av upptäckten av templet i Uppåkra, Skåne och Borg i Östergötland m.fl.
Man har funnit stolphål daterade från järnåldern under Gamla Uppsala kyrka efter en 25×22 meter stor byggnad i trä. 
Ett annat exempel på en hedniskt tempel är det som stått i skånska Uppåkra, som var en större vikingatida stad.

## Historiska källor

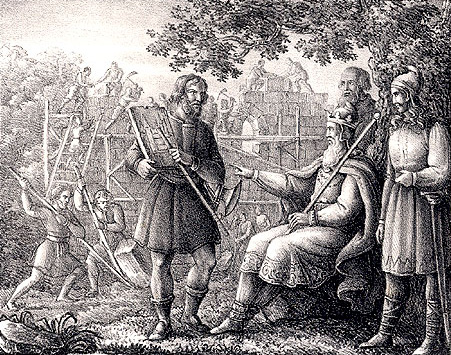
"Yngve-Frej bygger Gamla Upsala tempel", teckning av Hugo Hamilton 1830.

Templets existens baseras på ett omnämnande som Templum Nobilissimum av Adam av Bremen omkring år 1076: "Detta folk har ett berömt tempel som kallas Uppsala, beläget inte långt från samhället Sigtuna." Adam av Bremen beskriver vidare att det i templet fanns avgudabilder föreställande Tor, Oden och Frej. Templet uppges dessutom ligga omgivet av berg som bildar ett slags teater. Möjligen är det Gamla Uppsala högar som avses, då dessa ligger i en båge och därmed i någon mening kan påminna om en antik teater. Adam av Bremen besökte själv aldrig Sverige. Hans berättelse om Svitjod och svearna baseras på samtal med danske kungen Sven Estridsson (som hade vistats en längre tid i Sverige) och andra uppgiftslämnare som Adam av Bremen träffat vid den danske kungens hov.
År 1998 publicerade historikern Henrik Janson en doktorsavhandling som analyserade den politiska bakgrunden till Adam av Bremens författarskap. Janson påpekade bland annat att hela området kring Uppsala var fullt av kristna runstenar vid denna tid, och hävdade utifrån en ingående analys av nordisk, nordtysk och europeisk politik att beskrivningen av det hedniska templet var en rent litterär konstruktion av Adam riktad mot en med ärkesätet Hamburg-Bremen konkurrerande kyrka med centrum i just Uppsala. Avhandlingen har vunnit internationellt erkännande och det gäller även tolkningen av det hedniska templet Uppsala som en litterär konstruktion. Samma hållning har också kritiserats för att  anlägga ett kristennormativt synsätt och för att bortse från arkeologiska och religionshistoriska rön, som på ett tilltagande sätt snarare bekräftar förekomsten av förkristna tempel i forna Skandinavien än tvärtom. Dessutom har den skeptiska hållningen till existensen av förkristna skandinaviska tempel i allmänhet och Uppsala tempel i synnerhet, senare beskrivits som ideologiskt drivna rekylreaktioner, utan reell vetenskaplig grund, riktad mot den tidiga nationalistiska vurmen för fornnordisk kultur under första hälften av 1900-talet. Jansons hållning betraktas i dag som obsolet, delvis eftersom det arkeologiska källäget förändrats.
På senare år har det som tolkats som en tempelbyggnad från 400-talet (som stod fram till 900-talet) hittats i Uppåkra i Skåne och paralleller har då dragits till templet i Gamla Uppsala. 
François-Xavier Dillman pekade på att ordet Adam av Bremen använde för byggnaden med gudabilderna snarast betyder "bankettsal". Studier av hallbyggnader i resten av Norden ger även stöd för iden att sådana inte bara använts för religiösa fester utan även brukats för politiska och juridiska ändamål. Därmed behöver det inte ha rört sig om ett regelrätt tempel, utan snarare en ovanligt prominent hallbyggnad med flera användningsområden.

## Templets placering
Var templet legat var under lång tid omtvistat. Olaus Magnus placerade templet på Domberget där dagens domkyrka ligger, en teori som senare Johannes Bureus och Georg Stiernhielm och Johannes Messenius anslöt sig till. Martin Stenius försökte förgäves driva tanken på att templet skulle ha legat i Gamla Uppsala. Johannes Schefferus menade sig till och med kunna spåra delar av templet i dagens domkyrka i form av de kraftigare konstruerade delarna i muren som uppförts efter 1404 års ras. Han råkade här i konflikt med Olof Verelius, som å sin sida menade att templet legat i Gamla Uppsala och även han menade sig kunna spåra delar av hednatemplet i Gamla Uppsala kyrka.
Avgörande för den senare teorins seger blev att Olof Rudbeck anslöt sig till Olof Verelius' tankar. Ännu på 1770-talet drev dock Johan Ihre tanken att dagens Uppsala var templets rätta plats.

## Arkeologi
Under Gamla Uppsala kyrka, påträffades vid en arkeologisk undersökning av Sune Lindqvist 1926 ett antal stolphål, som han tolkade som rester av det gamla hednatemplet. Enligt en rekonstruktion 1952 skulle byggnaden ha varit en 25 x 22 meter stor byggnad i trä. Under inflytande från Kjell Kumlien, som menade att själva kyrkan utgjorde rester av templet ändrade sig Lindqvist 1967, och antog att de stolphål han påträffat inte tillhörde något hednatempel utan troligen var medeltida. Nya undersökningar har dock visat att Lindqvists lager troligen härrör från järnåldern, även om det fortfarande är osäkert om det verkligen rör sig om en tempelbyggnad.
Vissa hävdar att det man vet om bloten, svearna och tidsperioden i stället tyder på att den heliga lunden eller källan kan ha fungerat som ett slags (utomhus)tempel. Å andra sidan kan konkurrensen från kristendomen ha fått människorna att bygga ett hov i stil med Adam av Bremens tempel. En annan möjlighet är att byggandet av tempel till förkristna gudar snarare är ett allmän-indoeuropeiskt fenomen bland de indoeuropeiska folken, där svenskar liksom t.ex. greker och romare ingår. Greker och romare praktiserade uppförandet av tempel som föregår kristendomen och det kan därför vara vanskligt och en omväg att härleda uppkomsten av desamma i Norden till kristet inflytande snarare än till ett gemensamt, besläktat kulturellt arv. Det finns dessutom arkeologiska belägg för en tempelbyggnad från järnåldern i skånska Uppåkra som existerade mellan 100- och 900-talet e.v.t., vilken möjligen kan ge en antydan till hur templet i Gamla Uppsala kan ha sett ut.
Kring kungshögarna i Uppsala har man även hittat hallbyggnader av långhustyp. Dessa verkar ha varit ovanligt monumentala, legat på höga terrasser med breda ramper upp på terrassen. Detta gör att teorin om att de också kan ha fungerat som tempel har framförts.  

## Midvinterblot

Målningen "Midvinterblot" – Carl Larssons tolkning av Uppsala tempel.

Carl Larsson hade detta fantasifulla tempel som bakgrund i sin målning Midvinterblot (1915) där han lät svearna offra sin kung Domalde. Templet framstår där som lite mindre praktfullt än under göticismens största dagar och i Olof Rudbeck den äldres föreställning, men större än de arkeologiska lämningar som eventuellt varit ett tempel. Målningen finns idag på Nationalmuseum.